# Vetlanda framåtanda
Vetlanda framåtanda är ett lokalt politiskt parti i Vetlanda kommun, som bildades inför valet till kommunfullmäktige 2010. Partiets ordförande är sedan starten Jan Johansson.

## Historik
Vetlanda framåtanda grundades inför kommunalvalet 2010. Initiativtagarna till bildandet var Jan Johansson, tidigare näringslivschef i kommunen, och Thomas Thylén.
I valet till kommunfullmäktige i Vetlanda kommun 2010 fick partiet 13,26 % av rösterna och fick därmed sex mandat i kommunfullmäktige. Partiet blev det tredje största partiet i kommunen.
I valet till kommunfullmäktige 2014 ökade partiet och fick 21,13 procent av rösterna och fick därmed nio mandat i kommunfullmäktige. Partiet blev därmed det näst största partiet. Partiet samregerade sedan med Socialdemokraterna under perioden 2014–2018.
I valet till kommunfullmäktige 2018 erhöll partiet 18,14 procent av rösterna och fick åtta mandat i kommunfullmäktige. I valet till kommunfullmäktige 2022 ökade partiet till 22,08 procent av rösterna och fick elva mandat i fullmäktige.
Vetlanda framåtanda ingår sedan 2022 i ett majoritetsstyre i Vetlanda kommun tillsammans med Sverigedemokraterna och Moderaterna.

## Valresultat
| År   | Röster | %     | Mandat   |
| ---- | ------ | ----- | -------- |
| 2010 | 2 212  | 13,26 | 6 av 45  |
| 2014 | 3 637  | 21,13 | 9 av 45  |
| 2018 | 3 229  | 18,14 | 8 av 41  |
| 2022 | 3 940  | 22,76 | 11 av 45 |